# Laevichlamys boninensis
Laevichlamys boninensis is een tweekleppigensoort uit de familie van de Pectinidae. De wetenschappelijke naam van de soort is voor het eerst geldig gepubliceerd in 1993 door Dijkstra & Matsukuma.